# Фонте Лука (Терамо)
Фонте Лука (итал. Fonte Luca) је насеље у Италији у округу Терамо, региону Абруцо.
Према процени из 2011. у насељу је живело 60 становника. Насеље се налази на надморској висини од 259 м.